# Chandoo (Einheit)
Chandoo, auch Tschünnduh/Chundoo, war eine Volumeneinheit auf der Insel Ceylon. Vorwiegend wurde sie als Frucht- und Getreidemaß verwendet. Der Parah war Volumen- und Masseneinheit je nach Ware.
- 1 Chandoo = 0,2648 Liter (errechn.)

Die Maßkette war
- 1 Last = 9 ⅜ Amomam/Amonam = 75 Parahs = 150 Marcals = 375 Cornies = 1800 Seers = 7200 Chandoos

Nebenbetrachtung:
- - 1 Parahs = 25,424 Liter
  - 1 Seer = 1,0593 Liter
  - 1 Amonam = 203,4 Liter

Nach einer anderen Quelle sind die Maßkette und die Werte abweichend:
- 1 Last = 9 ½ Ammonam/Amonam = 76 Parahs = 152 Marcals = 405 Cornies = 1824 Seers = 7296 Chandoos
  - 1 Parahs = 25,552 Liter